# Zdzisław Targoński
Zdzisław Jan Targoński (ur. 27 października 1947 w Lublinie, zm. 24 września 2024) – polski technolog żywności i żywienia oraz nauczyciel akademicki, profesor nauk rolniczych, rektor Akademii Rolniczej w Lublinie (2002–2008).

## Życiorys
W 1971 ukończył studia chemiczne na Uniwersytecie Marii Curie-Skłodowskiej w Lublinie. Doktoryzował się w 1978 z zakresu technologii żywności na Akademii Rolniczej w Poznaniu, stopień doktora habilitowanego uzyskał w 1986. W 1995 otrzymał tytuł profesora nauk rolniczych. W pracy naukowej zajął się zagadnieniami z zakresu analizy i biotechnologii żywności.
Był prodziekanem Wydziału Rolniczego Akademii Rolniczej w Lublinie (1990–1996). W 1992 stanął na czele Katedry Biotechnologii, Żywienia Człowieka i Towaroznawstwa Żywności. Od 2002 do 2008 przez dwie kadencje pełnił funkcję rektora lubelskiej AR, która w ostatnim roku jego urzędowania została przekształcona w Uniwersytet Przyrodniczy w Lublinie. Pozostał pracownikiem naukowym UP na stanowisku profesora zwyczajnego. Wykładał także m.in. w PWSZ w Jarosławiu. Został również m.in. przewodniczącym rady naukowej Instytutu Biotechnologii Przemysłu Rolno-Spożywczego im. prof. Wacława Dąbrowskiego, członkiem Komitetu Nauk o Żywności PAN, Komitetu Nauk o Żywności i Żywieniu PAN oraz Komitetu Biotechnologii PAN.
Był również działaczem sportowym, przez kilkanaście lat pełnił funkcję prezesa AZS Lublin. W młodości uprawiał szermierkę, był też instruktorem tej dyscypliny.

## Odznaczenia i wyróżnienia
W 2005 odznaczony Krzyżem Kawalerskim Orderu Odrodzenia Polski. W 2024 prezydent RP nadał mu pośmiertnie Krzyż Oficerski tego orderu.
W 1998 otrzymał Złoty Krzyż Zasługi. Nadano mu również m.in. odznaczenie Pro Ecclesia et Pontifice oraz Medal Komisji Edukacji Narodowej
Wyróżniony tytułem doktora honoris causa Narodowego Uniwersytetu Rolniczego w Kijowie (2007), Uniwersytetu Przyrodniczego w Poznaniu (2015) oraz Uniwersytetu Przyrodniczego w Lublinie (2020).